# Torchlight
Torchlight é um jogo de RPG desenvolvido pela Runic Games, publicado pela Perfect World, e lançado digitalmente para Windows em outubro de 2009. O jogo se passa em um mundo fantástico, mais especificamente no fictício vilarejo Torchlight, que é rodeado por imensas cavernas e masmorras, onde muitos se aventuram em busca de tesouros e lutar contra hordas de monstros.
Seguido de seu lançamento digital em 2009, foi lançado fisicamente nos Estados Unidos, em janeiro de 2010, por Encore, Inc, e na Europa em abril do mesmo ano por JoWood Entretainment. O jogo foi adaptado para o sistema Mac OS X, pela desenvolvedora World Domination Industries, sendo lançado em maio de 2010 na Steam. Uma adaptação do jogo foi lançada para Xbox Live Arcade em março de 2011, desenvolvido pela Runic Games em conjunto com a World Domination Industries. Torchlight fez parte da sexta edição do Humble Bundle, onde foi lançado a sua versão para o sistema operacional Linux.
Torchlight II, a continuação deste jogo foi anunciado pela Runic Games em agosto de 2010, sendo lançado em setembro de 2012.

## Jogabilidade
O jogador controla um herói solitário que explora uma série de masmorras geradas randomicamente, lutando com um enorme numero de inimigos e coletando itens ao longo do cenário. O jogador tem a possibilidade de voltar ao vilarejo Torchlight, onde poderá comprar e vender itens, obter novos desafios e até adquirir novas habilidades. Os gráficos são tridimensionais e a câmera fica posicionada acima da cabeça do personagem, similar a visão isometria usada no primeiro jogo da série Diablo. No computador o jogo é controlado usando os cliques do mouse e os atalhos do teclado, enquanto na versão para Xbox 360 é usado seu gamepad, em um total re-design dos comandos.

## Classes
Ao começar um novo jogo, o jogador deve escolher entre três classes de personagens:
- Destroyer: Um guerreiro especializado no combate corpo a corpo, mas também pode usar a habilidade de chamar espíritos ancestrais para produzir efeitos mágicos.
- Alchemist: Retira seu poder da pedra de Ember, o Alchemist utiliza seus poderes mágicos para atacar, além de conjurar diabinhos e robôs estilizados com uma temática steampunk.
- Vanquisher: Sua especialidade é disparar com armas de longa distância e também pode utilizar armadilhas.